# خالد كيلي
خالد كيلي (بالإنجليزية: Khalid Kelly)‏ هو ممرض أيرلندي، ولد في 1967 في دبلن في جمهورية أيرلندا، وتوفي في 5 نوفمبر 2016.